# Xã Bowman, Quận Bowman, Bắc Dakota
Xã Bowman (tiếng Anh: Bowman Township) là một xã thuộc quận Bowman, tiểu bang Bắc Dakota, Hoa Kỳ. Năm 2010, dân số của xã này là 257 người.